# Jean Raymond
Pour les articles homonymes, voir Raymond.
Jean Raymond, de son vrai nom Jean Mourou, est un comédien, imitateur, chansonnier et homme de télévision français, né le 27 mai 1919 à Nice et mort le 20 octobre 2011 à Paris.

## Biographie
Son père était percussionniste et sa mère pianiste. Il obtient une licence de philosophie et a commencé sa carrière professionnelle comme instituteur à Tunis.
Mobilisé pendant la deuxième guerre mondiale, il fait connaissance au théâtre des Armées de Max Regnier (acteur, auteur et scénariste) qui l'initie au théâtre et lui donne le goût du milieu artistique. Après la guerre, dans les années  1945-1946, il s'installe à Paris et abandonne son métier d'instituteur pour commencer sa carrière d'artiste.
Il débute dans les cabarets parisiens : Les Deux Ânes et le Théâtre de dix heures entre autres. Au début ce sont surtout des imitations et des parodies de Tino Rossi, Maurice Chevalier, Charles Trenet et Luis Mariano.
À partir de 1950, il commence à être connu et sa carrière décolle. C'est alors qu'il ira s'installer à Cormeilles-en-Parisis (Val-d'Oise), 39 rue de Montigny, avec son épouse jusqu'en 2005.
Il continue à se produire  dans les cabarets parisiens, il s'exerce à la radio, joue dans des opérettes (La Quincaillerie de Chicago, puis La Belle Hélène d'Offenbach mise en scène par Jean Riboux en 1954), dans des films (French Cancan de Jean Renoir en 1954 dans le rôle du chanteur Paulus) et débute à la télévision dans l'émission 36 chandelles animée par Jean Nohain. Cette émission diffusée sur l'unique chaîne de télévision française de l'époque à partir de 1953, enregistrée en public sur les grandes scènes parisiennes, lui a permis d'éclore et de se faire connaître du public français et du milieu artistique, ainsi que Darry Cowl, Alain Delon, Fernand Reynaud, Fernandel, Sim, Robert Hirsch et bien d'autres qui participèrent également à cette émission.
Dans les années 1960, 1970 et au-delà il poursuivra sa carrière tant dans le théâtre qu'à la télévision où il participa à quelques téléfilms et séries et s'est illustré dans 8 des pièces de la série d’Au théâtre ce soir, ainsi, que dans l'opérette (La Vie parisienne d'Offenbach en 1969 mise en scène par Jean-Pierre Grenier au théâtre des Célestins). Il y interprétait le plus souvent des personnages faibles, dépassés par les événements et volontiers bafouilleurs.
Puis à partir du milieu des années 1970, il a été un fidèle invité de l'émission Les Jeux de 20 heures diffusée de mars 1976 à janvier 1987 sur FR3, créée par Jacques Solness et qui consistait à poser des questions de culture générale à des célébrités (comiques, acteurs, chanteur, sportifs, etc.). Il faisait partie de l'équipe qui secondait le candidat du jeu Système D et Passe et gagne aux côtés de Michel Dénériaz et Évelyne Grandjean.
Une de ses passions, avec son épouse, était l'élevage d'oiseaux, en particulier de pigeons, et ils avaient aménagé dans leur propriété de Cormeilles-en-Parisis plusieurs volières.
L'hommage funèbre a eu lieu au cimetière du Père-Lachaise à Paris le 26 octobre 2011, puis il a été inhumé au cimetière de la Côte Sainte-Avoie à Cormeilles-en-Parisis (Val-d'Oise) à côté de son épouse.

## Filmographie

### Cinéma
- 1946 : Étoile sans lumière de Marcel Blistène
- 1950 : Au fil des ondes de Pierre Gautherin
- 1953 : Si Versailles m'était conté de Sacha Guitry : M. Langlois
- 1955 : French Cancan de Jean Renoir : le chanteur Paulus
- 1971 : Une drôle de bourrique / L'Âne de Zigliara de Jean Canolle

### Télévision
- 1959 : Coquin de printemps (téléfilm) d'André Leroux
- 1960 : Rue de la Gaîté : lui-même
- 1962 : Vincent Scotto (téléfilm) de Henri Spade
- 1964 : Célimare le bien aimé (téléfilm) de René Lucot
- 1964 : L'Affaire de la rue de Lourcine (téléfilm) de René Lucot
- 1966 : L'Amour en papier de François Chatel
- 1973 : Au théâtre ce soir : Pique-nique en ville de Georges de Tervagne, mise en scène Jacques-Henri Duval, réalisation Georges Folgoas, théâtre Marigny
- 1974 : Un curé de choc (26 épisodes de 13 minutes) de Philippe Arnal
- 1976 : Au théâtre ce soir : Le Cœur sous le paillasson d'Harold Brooke et Kay Bannerman, mise en scène Michel Vocoret, réalisation Pierre Sabbagh, théâtre Édouard VII
- 1977 : Au théâtre ce soir : Enquête à l'italienne de Jacques de La Forterie, mise en scène Daniel Crouet, réalisation Pierre Sabbagh, théâtre Marigny
- 1977 : Au théâtre ce soir : La Femme de ma vie de Louis Verneuil, mise en scène Michel Roux, réalisation Pierre Sabbagh, théâtre Marigny
- 1980 : Au théâtre ce soir : Hold-Up de Jean Stuart, mise en scène Michel Vocoret, réalisation Pierre Sabbagh, théâtre Marigny
- 1980 : Au théâtre ce soir : La Chambre mandarine de Robert Thomas, mise en scène Michel Roux, réalisation Pierre Sabbagh, théâtre Marigny
- 1980 : Au théâtre ce soir : Du canard au sang pour Mylord de Claude Rio, mise en scène Jacques Ardouin, théâtre Tristan-Bernard

## Théâtre
- 1954 : La Quincaillerie de Chicago
- 1954 : La Belle Hélène d'Offenbach, mise en scène par Jean Riboux
- 1958 : La Saint-Valentin de Raymond Vincy, mise en scène Alfred Pasquali, théâtre des Célestins
- 1962 : Les hommes préfèrent les blondes d'Anita Loos, mise en scène Christian-Gérard, théâtre des Arts
- 1964 : Enquête à l'italienne de Jacques de La Forterie, mise en scène Daniel Crouet, Enghien
- 1965 : Enquête à l'italienne de Jacques de La Forterie, mise en scène Daniel Crouet, théâtre Gramont
- 1966 : Ta femme nous trompe d'Alexandre Breffort, mise en scène Michel Vocoret, théâtre des Capucines
- 1968 : La Dame de Chicago de Frédéric Dard, mise en scène Jacques Charon, théâtre des Ambassadeurs
- 1969 : La Vie parisienne de Jacques Offenbach, livret Henri Meilhac et Ludovic Halévy, mise en scène Jean-Pierre Grenier, théâtre des Célestins
- 1973 :  Pique-nique en ville de Georges de Tervagne, mise en scène Jacques-Henri Duval, réalisation Georges Folgoas, théâtre Marigny
- 1976 :  Le Cœur sous le paillasson d'Harold Brooke et Kay Bannerman, mise en scène Michel Vocoret, réalisation Pierre Sabbagh, théâtre Édouard VII
- 1977 :  Enquête à l'italienne de Jacques de La Forterie, mise en scène Daniel Crouet, réalisation Pierre Sabbagh, théâtre Marigny
- 1977 :  La Femme de ma vie de Louis Verneuil, mise en scène Michel Roux, réalisation Pierre Sabbagh, théâtre Marigny
- 1980 :  Hold-Up de Jean Stuart mise en scène Michel Vocoret, réalisation Pierre Sabbagh, théâtre Marigny
- 1980 : La Chambre mandarine de Robert Thomas, mise en scène Michel Roux, réalisation Pierre Sabbagh, théâtre Marigny
- 1980 : Du canard au sang pour Mylord de Claude Rio, mise en scène Jacques Ardouin, théâtre Tristan-Bernard